# 北海道フードフロンティア
北海道フードフロンティア株式会社（ほっかいどうフードフロンティア）は、北海道産品の販売全般を行う企業。

## 概要
- 首都圏における北海道産品の販売店舗「北海道フーディスト」の運営など

## 沿革
- 2004年（平成16年）7月9日 設立。
- 2007年（平成19年）4月25日 東京都町田市のぽっぽ町田にどさんこストアを開店。
- 2008年（平成20年）10月1日 どさんこストアを北海道フーディスト町田店に名称変更。
- 2009年（平成21年）9月23日 北海道フーディスト町田店を閉店。
- 2012年（平成24年）12月13日 北海道電力および北電興業が保有していた全株式をみなとみらいDreamへ売却。

## 事業所
- 東京事務所 東京都千代田区神田小川町1-1-15 D&F御茶ノ水ビル9階

## 店舗
- 八重洲店 東京都中央区八重洲2-1 八重洲地下街 中2ブロック

## 関連事項
- 北海道どさんこプラザ